# Amsacta albistriga
Amsacta albistriga är en fjärilsart som beskrevs av Walker 1864. Amsacta albistriga ingår i släktet Amsacta och familjen björnspinnare. Inga underarter finns listade i Catalogue of Life.